# Ernst Frank
Ernst Frank (Múnich, 7 de febrero de 1847 - Oberdöbling (Viena) 17 de agosto de 1889) fue un compositor y director de orquesta alemán.
Hizo los estudios literarios en la Universidad de Munich y los de piano y  composición con  Mortier de Fontaine y Lachner. Hacia 1868 ocupó el puesto de maestro de capilla en Würzburg, y un año más tarde ejerció de maestro de coros de la Ópera Imperial de Viena, de donde pasó a desarrollar el de director de música de la corte de Mannheim, realizando una gran labor artística. Introdujo al desvalido e inspirado compositor Goetz, autor de las célebres óperas Der Widerspänstigen Zähmung (inspirada en Shakespeare) y Francesca von Rimini .
Al jubilarse Hans von Bülow de la dirección de la Ópera de Hannover, fue llamado para sucederle; estuvo en funciones hasta 1887, año en que empezó a padecer la enfermedad mental que le llevó a la tumba y tuvieron que sustituirlo.
Compuso las óperas Adam de la Halle, estrenada en Karlsruhe el 1880; Hero (Berlín, 1884), y Der Sturm (Hannover, 1887); Lieder, duetos de gran mérito y algunas obras para orquesta.